# نوریکازو موراکامی
نوریکازو موراکامی (انگلیسی: Norikazu Murakami؛ زادهٔ ۱۰ اکتبر ۱۹۸۱) بازیکن فوتبال اهل ژاپن است.
از باشگاه‌هایی که در آن بازی کرده‌است می‌توان به باشگاه فوتبال هوم یونایتد، باشگاه فوتبال آلمانیا آخن، و باشگاه ورزشی یوکوهاما اشاره کرد.